# Elecciones parlamentarias de Polonia de 2005
Las elecciones parlamentarias se celebraron en Polonia el 25 de septiembre de 2005. La elección resultó en una victoria para dos partidos de derecha, Ley y Justicia (PiS) nacional-conservador, en el primer lugar y la Plataforma Cívica (PO) liberal-conservador, con el segundo lugar. El gobierno de centroizquierda de la Alianza de la Izquierda Democrática (SLD) fue derrotado por completo en un derrumbe. Normalmente, esto habría convertido al líder de PiS Jarosław Kaczyński en primer ministro. Sin embargo, rechazó el cargo para no perjudicar las posibilidades de su hermano gemelo Lech Kaczynski para las elecciones presidenciales de octubre. En su lugar, Ley y Justicia (PiS) nominó a Kazimierz Marcinkiewicz para el puesto. El primer ministro saliente, Marek Belka, no pudo ganar un asiento en Łódź.
El gobierno saliente había llegado al poder prometiendo lidiar con el desempleo, que había alcanzado el 16 por ciento. En mayo de 2004, Belka asumió el cargo de primer ministro después de que el entonces primer ministro, Leszek Miller, renunciara debido a escándalos de corrupción poco después de la adhesión de Polonia a la Unión Europea (UE). Las políticas de Belka incluyeron recortes de impuestos y un aumento en el gasto social, pero estas reformas se vieron obstaculizadas por desacuerdos dentro de su partido. A pesar del aumento de las inversiones extranjeras después de la adhesión del país a la UE, el desempleo siguió siendo alto debido a la explosión de natalidad polaco de principios de la década de 1980. Se situó en aproximadamente el 18 por ciento en julio de 2005, el más alto entre los Estados miembros de la UE. Los escándalos de corrupción de larga duración que involucraron al SLD tomaron el centro del escenario durante la campaña electoral. Tras los escándalos, algunos miembros de SLD abandonaron el partido en 2004 y formaron la Coalición Polaca de la Unión Social Democracia-Sindicato de Polonia (SdPl); unió fuerzas con la UP para las elecciones de 2005.
Los principales rivales del gobierno saliente fueron dos partidos de centroderecha, la Plataforma Cívica (PO), dirigida por Donald Tusk, un conocido defensor del libre mercado, y el partido conservador Ley y Justicia (PiS), dirigido por Jaroslaw Kaczynski. Los dos partidos habían ganado 65 y 44 escaños respectivamente en el Sejm en las elecciones de 2001. Tusk y el hermano gemelo de Kaczynski, Lech Kaczynski, también fueron candidatos en las elecciones presidenciales de 2005. Los dos partidos anunciaron que buscarían formar un gobierno de coalición, aunque propusieron políticas fiscales diferentes durante la campaña electoral. La orden de compra pidió una reforma fiscal, que incluye una tasa fija del 15% para el impuesto sobre la renta, el impuesto de sociedades y el IVA. El partido también abogó por una mayor desregulación y privatización para adoptar la moneda única europea, el euro, lo antes posible. El PiS propuso cambios más leves, incluida la introducción de exenciones fiscales y asistencia estatal para los pobres.
Los resultados finales mostraron un gran progreso para el PiS y el PO, que obtuvieron 155 y 133 escaños respectivamente en el Sejm, y 49 y 34 escaños en el Senado. Autodefensa, una agrupación populista que aboga por la agricultura financiada por el Estado y un aumento en los programas sociales del gobierno, quedó en tercer lugar en el Sejm con 56 escaños. El SLD sufrió una fuerte derrota, conservando solo 55 escaños en el Sejm y ninguno en el Senado. Estas elecciones marcaron los peores resultados de la izquierda desde su establecimiento como comunistas reformados en 1990. El PiS y el PO no pudieron ponerse de acuerdo sobre la formación de un gobierno de coalición. En consecuencia, el nuevo primer ministro, Kazimierz Marcinkiewicz, formó un gobierno minoritario de un solo partido el 31 de octubre. El 10 de noviembre de 2005, el primer ministro designado Marcinkiewicz ganó un voto de confianza en el Sejm, con el apoyo de los mismos grupos que en la votación anterior, así como de cinco de seis parlamentarios independientes.

## Resultados
| ← Elecciones generales de Polonia Sejm (el Parlamento), 2005 →      |      |         |
| Partido                                                             | %    | Escaños |
| Ley y Justicia pl.Prawo i Sprawiedliwość                            | 27.0 | 155     |
| Plataforma Cívica pl.Platforma Obywatelska                          | 24.1 | 133     |
| Autodefensa de la República de Polonia pl.Samoobrona RP             | 11.4 | 56      |
| Alianza Democrática de la Izquierda pl.Sojusz Lewicy Demokratycznej | 11.3 | 55      |
| Liga de las Familias polacas pl.Liga Polskich Rodzin                | 8.0  | 34      |
| Partido Popular (Polonia) pl.Polskie Stronnictwo Ludowe             | 7.0  | 25      |
| Minoría alemana                                                     | 0.3  | 2       |

| ← Elecciones generales de Polonia Senat (el Senado), 2005 → |         |
| Partido                                                     | Escaños |
| Ley y Justicia pl.Prawo i Sprawiedliwość                    | 49      |
| Plataforma Cívica pl.Platforma Obywatelska                  | 34      |
| Liga de las Familias polacas pl.Liga Polskich Rodzin        | 7       |
| Autodefensa de la República de Polonia pl.Samoobrona RP     | 3       |
| Partido Popular (Polonia) pl.Polskie Stronnictwo Ludowe     | 2       |
| Otros pl.niezrzeszeni                                       | 5       |